# بول جونز (كرة سلة)
بول جونز (بالإنجليزية: Paul Jones)‏ مواليد 3 يوليو 1989 في كينت، هو لاعب كرة سلة أمريكي. بدأ مسيرته الاحترافية في سنة 2013. يحمل الرقم 18. يبلغ طوله 6 قدم 6 بوصة (2.0 م). لعب مع ماناواتو جيتز في الدوري النيوزيلندي لكرة السلة.